# A brémai muzsikusok (televíziós sorozat, 1989)
A brémai muzsikusok (eredeti cím: Los Trotamúsicos) 1989-től 1990-ig futott spanyol televíziós rajzfilmsorozat, amely A brémai muzsikusok című animációs film alapján készült és alternatív úton tovább folytatja is azt. A sorozat főszereplője Koki kakas, Pajkos kutya, Kópé macska, és Bamba csacsi. A sorozatot Spanyolországban 1989-től 1990-ig a spanyol TVE vetítette, Magyarországon  először 1994-ben a Duna Televízió tűzte műsorra és sugározta, majd az 1995-ben a MTV2 ismételte, később 1997-ben az RTL Klub ugyanazt ismételte. 

## Cselekmény
A sorozat néhány részig a klasszikus mesét dolgozza fel modernebb köntösben az erdei ház kisajátításáig, majd cselekménye tovább halad konkrétan Brémába eljutva a siker felé vezető úton és ezalatt sok új szereplő között új csapattag is bővíti az ismert szereplők körét.

## Szereplők
| Szereplő                   | Szereplő                  | Eredeti hang              | Magyar hang     |
| Magyarul                   | Spanyolul                 | Eredeti hang              | Magyar hang     |
| -------------------------- | ------------------------- | ------------------------- | --------------- |
| Koki, a kakas              | Koki                      | Rafael Alonso Naranjo Jr. | Józsa Imre      |
| Bamba, a csacsi            | Tonto                     | Gonzalo Durán             | Csurka László   |
| Pajkos, a kutya            | Lupo                      | Eduardo Jover             | Harkányi Endre  |
| Törpe                      | Tapón                     | Eduardo Jover             | Kocsis György   |
| Kópé, a macska             | Burlón                    | Claudio Serrano           | Hacser Józsa    |
| Főnök, a zsiványok vezére  | Chef                      | Simón Ramírez             | Makay Sándor    |
| Tulok                      | Bestia                    | Luis Marín                | Dózsa László    |
| Szellemes szellem          | Genio Ingenioso           | Rafael de Penagos         | Maros Gábor     |
| Kobak bácsi, az erdei manó | Gum, el duende del bosque | Eduardo Moreno            | Komlós András   |
| Öcsi, Kobak unokaöccse     | Gumi, sobrino del duende  | Pilar Coronado            | Varga Olivér    |
| Polgármester               | Burgomaestre              | José Luis Baltanás        | Horkai János    |
| Polgármesterné             | Burgomaestra              | Ana María Saizar          | Kassai Ilona    |
| Ottó                       | Otto                      | Antonio Prieto            | Várkonyi András |
| Bella, a tyúk              | Bella                     | Valle Acebrón             | Csere Ágnes     |
| Libuska, a liba            | Ocarina                   | Pilar Gentil              | N/A             |
| Riska, a tehén             | Mami                      | Pilar Gentil              | Fodor Zsóka     |
| Boszorkány                 | Bruja                     | N/A                       | Fodor Zsóka     |
| Koki gazdája               | Granjero                  | Manuel Torremocha         | N/A             |
| Hans                       | Hans                      | Pablo Adán                | N/A             |
| Hencegő                    | Rat Ratter                | José Carabias             | Szacsvay László |
| Méregzsák                  | Enfadado                  | N/A                       | Forgács Gábor   |
| Professzor                 | Catedrático               | N/A                       | Izsóf Vilmos    |
| Hopp úr, a cirkuszigazgató | Hop                       | N/A                       | Harsányi Gábor  |

További magyar hangok: Bor Zoltán, Csuha Lajos, Dudás Eszter, Elekes Pál, Gesztesi Károly, Gruber Hugó (Pajkos gazdája), Gyabronka József (Igor; Bagoly), Halász Aranka, Harsányi Gábor, Imre István, Izsóf Vilmos, Kardos Gábor, Kárász Eszter, Kiss Erika (Lomposka), Mikula Sándor, Némedi Mari, Riha Zsófi, Szerednyey Béla, Szűcs Sándor (Dörmögő), Tarján Péter, Vadász Bea, Varga Tamás (Brúnó, a varázsló), Vass Gábor

## Epizódok
| #   | Eredeti cím                          | Magyar cím                          | Eredeti bemutató   | Magyar bemutató      |
| --- | ------------------------------------ | ----------------------------------- | ------------------ | -------------------- |
|     |                                      |                                     |                    |                      |
| 01. | La fuga de Koki                      | Koki szökése                        | 1989. október 1.   | 1994. június 11.     |
|     |                                      |                                     |                    |                      |
| 02. | Atraco en el bosque                  | Támadás az erdőben                  | 1989. október 8.   | 1994. június 18.     |
|     |                                      |                                     |                    |                      |
| 03. | Casa de fantasmas                    | A kísértetjárta ház                 | 1989. október 15.  | 1994. június 25.     |
|     |                                      |                                     |                    |                      |
| 04. | ¡Todos a Bremen!                     | Irány Bréma                         | 1989. október 22.  | 1994. július 2.      |
|     |                                      |                                     |                    |                      |
| 05. | Los amigos del bosque                | Erdei barátok                       | 1989. október 29.  | 1994. július 9.      |
|     |                                      |                                     |                    |                      |
| 06. | El quinto músico                     | Az ötödik muzsikus                  | 1989. november 5.  | 1994. július 16.     |
|     |                                      |                                     |                    |                      |
| 07. | El tesoro de la gruta                | Kincs a barlangban                  | 1989. november 12. | 1994. július 23.     |
|     |                                      |                                     |                    |                      |
| 08. | El rapto de Tonto                    | Bamba elrablása                     | 1989. november 19. | 1994. július 30.     |
|     |                                      |                                     |                    |                      |
| 09. | Tropiezos y trapecios                | Trapézművészek                      | 1989. november 26. | 1994. augusztus 6.   |
|     |                                      |                                     |                    |                      |
| 10. | Las genialidades del genio Ingenioso | A szellemes szellem szellemeskedése | 1989. december 3.  | 1994. augusztus 13.  |
|     |                                      |                                     |                    |                      |
| 11. | La aventura del Montgolfo            | Kaland a léggömbbel                 | 1989. december 10. | 1994. augusztus 20.  |
|     |                                      |                                     |                    |                      |
| 12. | ¡Menudo equipo!                      | Egységben az erő                    | 1989. december 17. | 1994. augusztus 27.  |
|     |                                      |                                     |                    |                      |
| 13. | Ladrones navideños                   | Télapó a pácban                     | 1989. december 24. | 1994. szeptember 3.  |
|     |                                      |                                     |                    |                      |
| 14. | El gigante bondadoso                 | A jámbor óriás                      | 1989. december 31. | 1994. szeptember 10. |
|     |                                      |                                     |                    |                      |
| 15. | El gas bailarín                      | Táncra fel                          | 1990. január 7.    | 1994. szeptember 17. |
|     |                                      |                                     |                    |                      |
| 16. | La merienda del lobo                 | A farkas uzsonnája                  | 1990. január 14.   | 1994. szeptember 24. |
|     |                                      |                                     |                    |                      |
| 17. | Una aventura cañón                   | Kaland az ágyúval                   | 1990. január 21.   | 1994. október 1.     |
|     |                                      |                                     |                    |                      |
| 18. | El laberinto perdido                 | Rejtélyes labirintus                | 1990. január 28.   | 1994. október 8.     |
|     |                                      |                                     |                    |                      |
| 19. | El pequeño elefante blanco           | A kis fehér elefánt                 | 1990. február 4.   | 1994. október 15.    |
|     |                                      |                                     |                    |                      |
| 20. | El regreso de Rat Rater              | Hencegő visszatér                   | 1990. február 11.  | 1994. október 22.    |
|     |                                      |                                     |                    |                      |
| 21. | Contra golpe, golpetazo              | Új barát                            | 1990. február 18.  | 1994. október 29.    |
|     |                                      |                                     |                    |                      |
| 22. | Aventura en la granja                | Kaland a majorban                   | 1990. február 25.  | 1994. november 5.    |
|     |                                      |                                     |                    |                      |
| 23. | El extraño caso raro                 | Bombaveszély                        | 1990. március 4.   | 1994. november 12.   |
|     |                                      |                                     |                    |                      |
| 24. | El primo guasón                      | Rokonlátogatás                      | 1990. március 11.  | 1994. november 19.   |
|     |                                      |                                     |                    |                      |
| 25. | Búsqueda en el bosque                | Kincskeresés                        | 1990. március 18.  | 1994. november 26.   |
|     |                                      |                                     |                    |                      |
| 26. | Un grupo inseparable                 | Mégis együtt                        | 1990. március 25.  | 1994. december 3.    |